# 92式除雷車
92式除雷車是日本陆上自衛隊大範圍地雷鋪設的地雷陣開路用軍事工程車輛。
1988年開發、1992年服役。主要是施設科配備。

## 概要
73式牽引車改良而來的車體上方裝置2連裝92式雷引爆彈。彈內裝有串接式鋼珠26個內含火藥。地雷處理時發射此彈、射往空中時彈頭開啟、彈體中的火藥引爆把鋼珠成縱列式射往地面引爆、落地後所有鋼珠同時爆炸引爆一列上的地雷。形成地雷陣內約200公尺・寬約5公尺的安全通道。
此種快速除雷法是世界少見。有許多國家還是使用二戰的方法在戰車或裝甲車輛前面裝上高速迴轉的鐵鍊組，像耕耘機一樣前進慢慢除雷。陸上自衛隊的92式地雷車則是專用車輛一開始就為除雷而設計、沒有必須從戰車改裝的一些妥協問題。可以開出一條迅速又安全的通道。